# Craugastor berkenbuschii
Craugastor berkenbuschii là một loài ếch thuộc họ Craugastoridae. Đây là loài đặc hữu của México.
Môi trường sống tự nhiên của chúng là vùng núi ẩm nhiệt đới hoặc cận nhiệt đới và sông ngòi. Chúng hiện đang bị đe dọa vì mất môi trường sống.